# Финале Купа Мађарске у фудбалу 1910.
Финале Мађарског купа 1910. је одлучило о победнику Мађарског купа 1909/10. било је 1. финале серије. У финале су се пласирале екипе МТК и ТК Будимпешта ТК. Утакмицу је отворио Бела Карпати, председник савезна. Утакмица се завршила нерешеним резултатом 1 : 1.
По правилима, меч је поновљен 2. октобра, али опет се није одлучио победник и то из два основна разлога. Према тадашњим извештајима, публика је током целе утакмице реметила игру, а судија Ото Рајхард је прво слабо водио сусрет, а затим је редом искључивао играче из оба тима. Пре последњег звиждука, већ је пао мрак, а шибице су једна за другом паљене у публици, обасјавајући трибине поплавом светлости. Утакмица је прекинута у 80. минуту при вођству МТК-а од 2-1.
Преосталих 10 неодиграних минута је надокнађено 20. новембра у паузи следеће првенствене утакмице између БТK-МАК, у којој је МТК постигнао још један гол, што је резултирало коначним резултатом од 3 : 1. Тиме је МТК постао први носилац трофеја Купа Мађарске.

## Пут до финала
| МТК Бп.     | МТК Бп. | МТК Бп.  |              | БТК       | БТК  | БТК      |
| Противник   | Рез.    | Утакмице | Коло         | Противник | Рез. | Утакмице |
| ----------- | ------- | -------- | ------------ | --------- | ---- | -------- |
| Ујпешт      | 2–0     | 2–0      | Четвртфинале | Тереквеш  | 3–0  | 3–0      |
| Ференцварош | 4–0     | 4–0      | Полуфинале   | Мађар АК  | 4–1  | 4–1      |

## Финале
| Играчи који су играли у том периоду и освојили први Куп Мађарске за МТК. - Голман − Домонкош - Десни бек − Нађ, - Леви бек − Ревес - Десни халф − Биро - Центархалф − Киршнер - Леви халф − Кертес III (Адолф) - Десно крило − Шебешчен - Десни везни − Санто - Центарфор − Кертес I (Ђула) - Леви везни − Кертес II (Вилмош) - Лево крило − Фаркаш - Бела Елингер, - Лео Елингер, - Липот Кадор "Зулу" - Јене Карољ - Микша Кнап (к) - Бела Рац - Еден Холиц - Имре Таусиг - Лајош II Вида - Ђула Вајс - Тренер: Хуго Сис | Играчи који су у овом периоду играли за ТК Будимпешта: - Ференц Бихари - Сендре - Хорват - Ђула Добо - Карољ Олах - Ференц Фицере I - Фицере II - Акош Кешмарки - Иштван Кучера „Куруц“ - Јанош Лајтнер - Иштван Левак - Арпад Месарош - Јене Ракоци - Карољ Кахарош - Карољ Кахар Ронаи - др. Шандор Шаркези - Одон Шашек - Ференц Шимон |

### Прва утакмица
| МТК Будимпешта    | 1 : 1    | БТК                 |
| ----------------- | -------- | ------------------- |
| Иштван Фаркаш 10’ | Извештај | Ђула Биро 5’ (а.г.) |

Састав МТКЛасло Домонкош, Ференц Нађ, Ђула Биро, Бела Ревес, Изидор Киршнер, Адолф Кертес, Еден Холиц, Карољ Санто, Ђула Кертес, Вилмош Кертес, Иштван Фаркаш. Тренер: Хуго Сис.
Састав БТЦ: Ференц Бихари, Сендре, Кесеги, Немет, Ференц Шимон, Јанош Лајтнер, Иштван Левак, Ђула Добо, Арпад Месарош, Хорват, Хенрик Бајер

### Друга утакмица − разигравање
| МТК Будимпешта   | 2 : 1    | БТК    |
| ---------------- | -------- | ------ |
| Кертес I · Ревес | Извештај | Сендре |

### Задњих 10 минута
| МТК Будимпешта | 1 : 0 (3 : 1) | БТК |
| -------------- | ------------- | --- |
| Кертес I       | Извештај      |     |

| МТК | ТК Будимпешта |

| МТК:     |  |                 |   |
|          |  |                 |   |
| Г        |  | Ласло Домонкош  |   |
| О        |  | Ференц Нађ      |   |
| О        |  | Бела Ревес пен’ |   |
| СТ       |  | Ђула Биро       |   |
| СТ       |  | Изидор Киршнер  |   |
| СТ       |  | Адолф Кертес    |   |
| Н        |  | Бела Шебешћен   |   |
| Н        |  | Карољ Санто     |   |
| Н        |  | Ђула Кертес     | , |
| Н        |  | Вилмош Кертес   |   |
| Н        |  | Иштван Фаркаш   |   |
| Менаџер: |  |                 |   |
| Хуго Сис |  |                 |   |

| Будимпешта ТК: |  |               |     |
|                |  |               |     |
| Г              |  | Ференц Бихари |     |
| О              |  | Ђерђ Кесеги   |     |
| О              |  | Оскар Сендре  |     |
| СТ             |  | Шандор Шали   |     |
| СТ             |  | Ференц Шимон  |     |
| СТ             |  | Јанош Лајтнер |     |
| Н              |  | Хенрик Бајер  |     |
| Н              |  | Ђула Добо     |     |
| Н              |  | Карољ Олах    | 51’ |
| Н              |  | Хорват        |     |
| Н              |  | Арпад Месарош |     |
| Менаџер:       |  |               |     |
| Мађарска       |  |               |     |